# Hellmut Bock (Widerstandskämpfer)
Hellmut Bock (* 25. Februar 1907 in Zittau; † 13. Mai 1997 in Berlin) war ein deutscher Widerstandskämpfer gegen den Nationalsozialismus, Gründer der Widerstandsgruppe „Parole“ und Vorstandsmitglied der Vereinigung der Verfolgten des Naziregimes (VVN).

## Leben

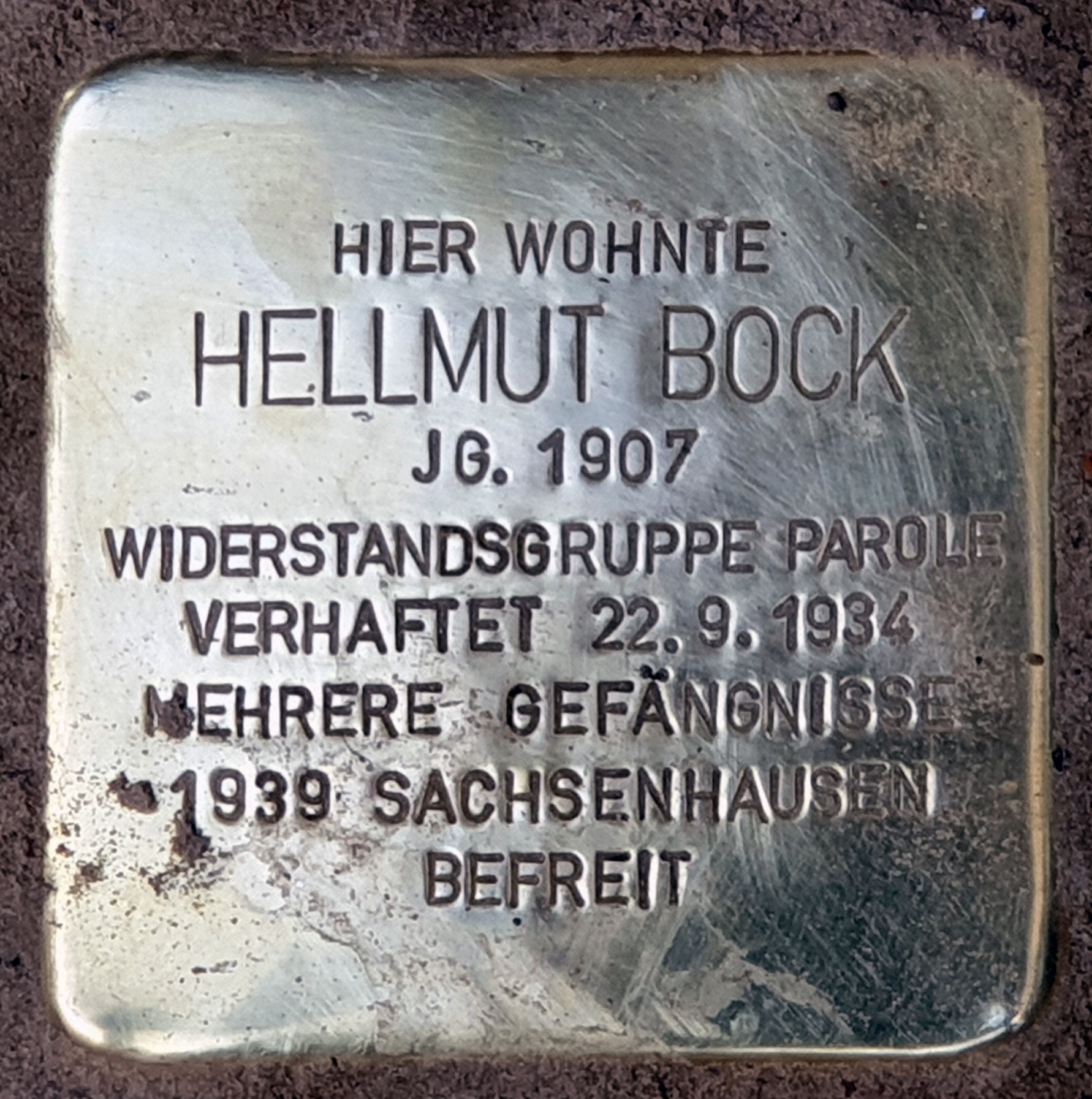
Stolperstein für Hellmut Bock in der Fuldastraße 55

Hellmut Bock erlernte den Beruf des Buchdruckers und war schon in jungen Jahren in der Sozialdemokratie tätig. Wegen seines Widerstandes gegen das NS-Regime wurde er erstmals am 22. September 1934 in Berlin-Neukölln verhaftet und 1935 wegen Hochverrats zu fünf Jahren Zuchthaus verurteilt. Nach Entlassung aus der Haft überstellte ihn die Gestapo am 30. November 1939 in das Konzentrationslager Sachsenhausen, wo er bis 1945 blieb. Nach dem Krieg war er Mitglied des Kreisvorstandes der SPD in Berlin-Neukölln und Leiter des Hauptausschusses OdF (Opfer des Faschismus) beim Berliner Magistrat. Später war er als Bibliothekar im Ost-Berliner Verlag Tribüne tätig. Seinen Lebensabend verbrachte er in Berlin-Mahlsdorf.
Am 18. September 2020 wurde in der Fuldastraße 55 in Berlin-Neukölln ein Stolperstein für Hellmut Bock ins Straßenpflaster eingelassen.

## Auszeichnungen
- 1967: Vaterländischer Verdienstorden in Bronze[5]
- 1977: Vaterländischer Verdienstorden in Silber[6]
- 1987: Ehrenspange zum Vaterländischen Verdienstorden in Gold[7]